# كريس بروكس (لاعب كرة قدم أمريكية)
كريس بروكس (بالإنجليزية: Chris Brooks)‏ هو لاعب كرة قدم أمريكية أمريكي، ولد في 5 فبراير 1987.

## وصلات خارجية
- كريس بروكس على موقع مرجع كرة القدم المحترفة.كوم (الإنجليزية)